# Olympisches Dorf (Berlin)

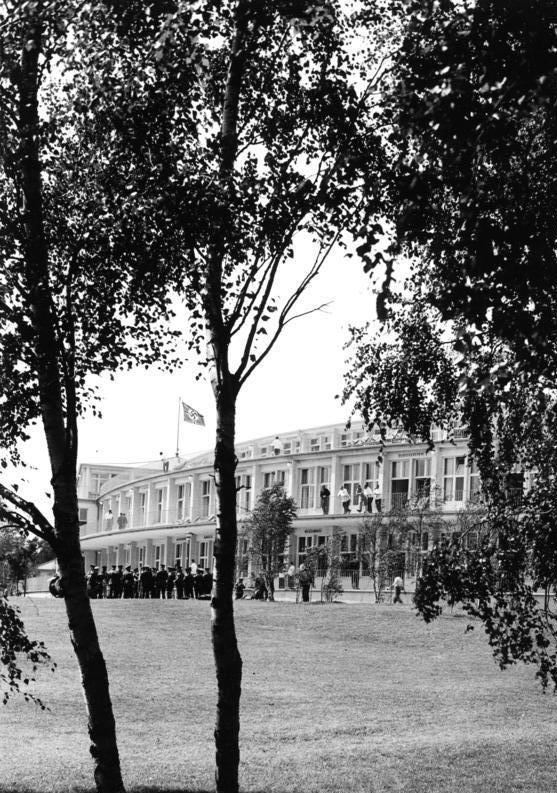
„Speisehaus der Nationen“, 1936

Das ehemalige Olympische Dorf Berlin der Olympischen Sommerspiele 1936 liegt im benachbarten Elstal. Der heutige Ortsteil der Gemeinde Wustermark liegt 18 Kilometer westlich des Berliner Olympiastadions.

## Namensgebung

Planskizze des Olympischen Dorfes Berlin 1936

Die Unterkünfte erhielten von NS-Seite die Bezeichnung Dorf des Friedens, gleichzeitig sah der Plan vor, „die schönste Kaserne der Welt“ zu erschaffen. Es stand nämlich bereits bei Beginn der Planungen fest, dass nach den Olympischen Spielen die Wehrmacht die Anlagen nutzen sollte, denn das Dorf wurde neben dem Truppenübungsplatz Döberitz angelegt. Somit war das Sportler-Dorf von Anfang an Bestandteil der verdeckten NS-Aufrüstung. Die Häuser wurden für ihren späteren Zweck massiv gebaut.

## Gliederung der Anlage

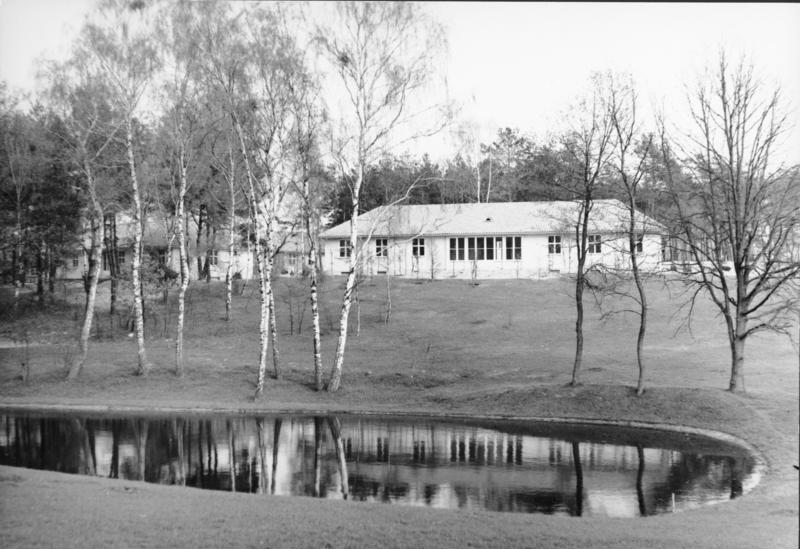
Der Teich im Olympischen Dorf, 1939

Das Olympische Dorf wurde von den Gebrüdern Werner und Walter March geplant und in den Jahren 1934 bis 1936 auf dem Gebiet der heutigen Gemeinde Wustermark errichtet. Verantwortlich für die Errichtung war die Heeresbauverwaltungsabteilung des Heeresverwaltungsamtes der Wehrmacht, Leiter des Bauausschusses und verantwortlich für die Ausführung der Innengestaltung war Georg Schulz. Hier wohnten während der Spiele die rund 3600 männlichen Athleten mit Betreuern und Personal, während die rund 330 weiblichen Teilnehmer in Unterkünften auf dem Gelände des direkt an das Olympiastadion angrenzenden Deutschen Sportforums untergebracht waren. Jedes Haus bekam den Namen einer deutschen Stadt, das Speisehaus der Nationen hieß zum Beispiel Haus Berlin. Die Gebäude sollten einer Anordnung wie auf einer Deutschlandkarte entsprechen. In den Sportlerunterkünften lag im Gemeinschaftsraum eine Broschüre Das olympische Dorf begrüßt seine Gäste aus. Die künstlerische Gestaltung (u. a. Wandbilder) wurde von Johann Vincenz Cissarz, Hugo Bäppler, Albert Windisch und Franz Karl Delavilla ausgeführt, die hierfür später die „Olympia-Medaille“ bekamen.
Das Dorf bestand aus einem Empfangsgebäude, 136 eingeschossigen und fünf zweigeschossigen Wohnbauten, einem großen Speisehaus, einem Küchenhaus, dem Hindenburghaus, dem Kommandantenhaus, einer Sporthalle, einer Schwimmhalle, einer Sauna sowie einem Ärzte- und Krankenhaus. Das Speisehaus Haus der Nationen bestand aus 38 Speisesälen, die jeweils einer Nation zur Einnahme des Essens und der Geselligkeit dienten. Es war so geplant, dass vom obersten der drei terrassenartig angelegten Stockwerke aus das Olympiastadion zu sehen war. Im Hindenburghaus gab es Unterhaltungsveranstaltungen.
Mitten im Olympischen Dorf wurde ein Thing-Platz – getreu der NS-Thingbewegung – angelegt. Nachdem eine britische Zeitung während der Olympischen Spiele bemängelt hatte, dass dem Idyll die Störche fehlten, ließen die NS-Organisatoren die Vögel im Berliner Zoo einfangen und brachten sie zum Teich des Dorfes. Die bewachte Anlage war auch während der Olympischen Sommerspiele umzäunt. Strenge Bestimmungen regelten den Zutritt, der beispielsweise für Frauen untersagt war.

## Während der Olympischen Spiele

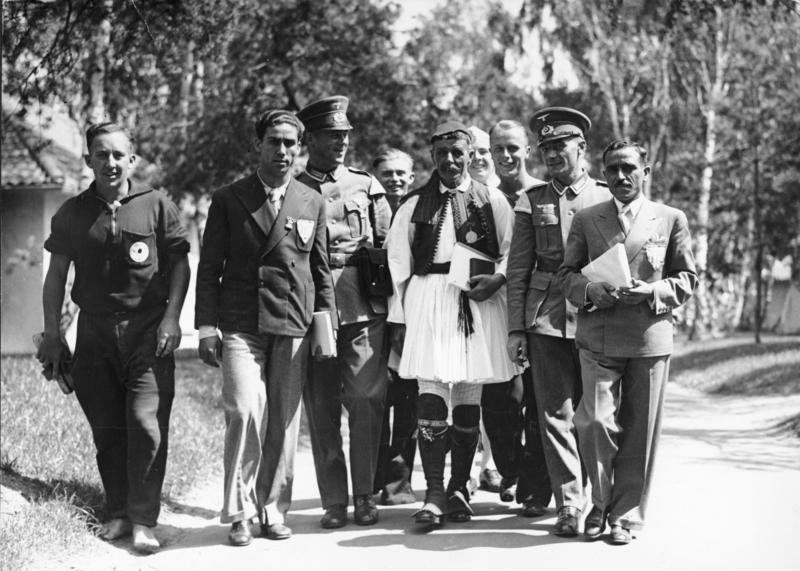
Spyridon Louis (Mitte, in Volkstracht) beim Besuch der Olympischen Spiele, 30. Juli 1936

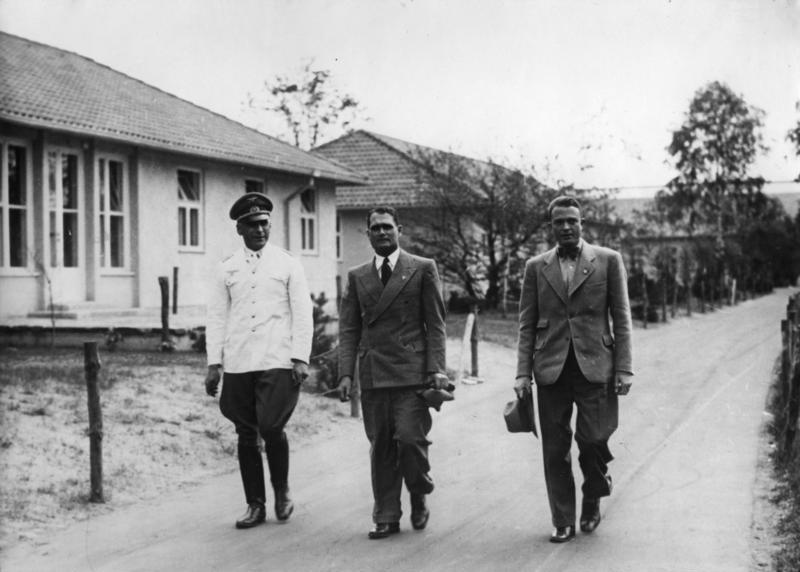
Rudolf Heß (Mitte) besichtigt 1936 mit Adjutanten das Olympische Dorf, links Wolfgang Fürstner, Kommandant des Olympischen Dorfes

Der Großteil der männlichen Olympiateilnehmer residierte im Olympischen Dorf. Es sollte ein Ort der Ruhe sein, an den sich die Sportler zurückziehen konnten. Zugleich ermöglichte es die kostengünstige Unterbringung und Verpflegung der Athleten und bot ihnen Trainingsmöglichkeiten sowie ein Unterhaltungsprogramm. Um die Ruhe sicherzustellen, wurde es rund um die Uhr von der Gestapo bewacht, die u. a. eine vollständige Postzensur sicherstellte. Die täglichen Berichte an das Organisationskomitee der Spiele thematisierten die Berliner Prostituierten sowie deren „Rassenschande“ mit afroamerikanischen Athleten.
Im Hindenburghaus fand das durch die Leitung der NS-Kulturgemeinde veranstaltete abendliche Unterhaltungsprogramm statt. Dazu gehörten Berichte über die Olympischen Spiele, Filmwochenschauen, Spielfilme, Sportfilme, Kabarett, Konzerte, Ballett und Kulturfilme. Im großen Saal des Hauses gab es auch Filmvorstellungen. Zu sehen bekamen die Athleten einen Streifen mit dem Titel Der Neuaufbau des deutschen Heeres, was zu Protesten führte. Im Gebäude befindet sich noch heute ein riesiges Relief des Künstlers Walther von Ruckteschell, das marschierende Soldaten mit Stahlhelm und geschultertem Gewehr zeigt und die Inschrift trägt: „Möge die Wehrmacht ihren Weg immer kraftvoll und in Ehren gehen als Bürge einer starken deutschen Zukunft.“ Alle Athleten, die hier ihr Olympia-Quartier bezogen, kamen an der in rötlichen Stein gemeißelten Losung vorbei – wollten sie zum abendlichen Amüsement mit Bühnenprogramm.
Ärztliche, medizinische und hygienische Organisation

Während die Organisation der ärztlichen Versorgung von Besuchern und Athleten an den Wettkampf- und Übungsstätten der Olympischen Spiele Leonardo Conti oblag, zeichnete im Olympischen Dorf die Wehrmacht für die Gestaltung des ärztlichen oder auch medizinischen Dienstes verantwortlich. Die dortige Gesamtleitung im Bereich Hygiene sowie bei der allgemeinen ärztlichen Versorgung wurde Generalarzt Heinz Ziaja übertragen.

## Nach den Olympischen Spielen
Von 1934 bis 1936 war Wolfgang Fürstner als erster Kommandant des Sportlerquartiers verantwortlich für den in Wehrmacht-Regie erfolgten Baubetrieb. Am 27. Mai 1936 wurde er wegen angeblicher Führungsschwäche durch Werner von Gilsa ersetzt, Fürstner blieb jedoch stellvertretender Kommandant. Nach der nationalsozialistischen Diktion galt Fürstner als „Vierteljude“, da er einen jüdischen, wenn auch getauften Großvater hatte. Drei Tage nach Ende der Olympischen Sommerspiele beging er Selbstmord. Zuvor war er noch mit dem Olympia-Ehrenzeichen I. Klasse ausgezeichnet worden. Da kein Abschiedsbrief überliefert ist, kann über das Motiv nur spekuliert werden: Eine von Fürstner eventuell befürchtete Entlassung aus dem Militärdienst wegen des fehlenden Ariernachweises, die Kritik an seiner Arbeit durch obere Stellen, oder die angeblichen Scheidungspläne seiner Frau Leonie (geb. von Schlick). Um internationales Aufsehen zu vermeiden, wurde der Tod als Unglücksfall dargestellt. Auch der Leiter des Bauausschusses des Olympischen Dorfes, Georg Schulz, entzog sich seiner drohenden Verhaftung durch die Gestapo im April 1937 durch Selbstmord.
Nach den Olympischen Spielen wurden auf dem Gelände eine Infanterieschule und ein Infanterie-Lehrregiment untergebracht. Das Speisehaus der Nationen beherbergte ein Militärhospital, genannt das Olympialazarett. Diese zukünftige Nutzung war bereits beim Entwurf des Gebäudes berücksichtigt worden: Im zweiten und dritten Geschoss wurden große Terrassen angelegt, auf die die Kranken mitsamt Bett geschoben werden konnten.
Nach Ende des Zweiten Weltkriegs zog die sowjetische Armee auf dem Gelände ein und nutzte es bis zum Abzug 1992. Unter anderem hatte der SASK Elstal hier seinen Sitz, in dem sowjetische Leistungssportler während ihres Wehrdienstes in Deutschland trainieren konnten. Der SASK Elstal nahm gelegentlich an Sportveranstaltungen in der DDR, wie an Turnieren und Sportfesten, aber an keinen Meisterschaften und Punktspielen, teil.

## Das Olympische Dorf heute
Die größten, noch halbwegs erhaltenen Gebäude auf dem Gelände sind das Haus der Nationen, die ehemalige Schwimmhalle und einige Mannschaftsunterkünfte. In einem guten Zustand befindet sich die Turnhalle. Die Schwimmhalle wurde 1993 durch Brandstiftung stark beschädigt und 2011 äußerlich wieder rekonstruiert. Im Zuge der Gebietsreform in den 1990er Jahren wurde das Gelände unter dem Protest der Dallgow-Döberitzer Gemeindevertretung der Nachbargemeinde Elstal zugeschlagen, die ihrerseits wiederum 2002 nach Wustermark eingemeindet wurde.
Das Olympische Dorf steht unter Denkmalschutz und ist mit sachkundiger Führung, jedoch mit Voranmeldung und mit Eintrittskarten gegen Vorkasse zu besichtigen. Die DKB-Stiftung für gesellschaftliches Engagement hatte das historische Olympische Dorf erworben und kümmerte sich bis 2016 um die Erhaltung der verbliebenen Gebäude, die durch die militärische Nutzung in der Nachkriegszeit nicht gepflegt wurden. Unter anderem wurde von der DKB-Stiftung eine Mannschaftsunterkunft als „Jesse-Owens-Haus“ eingerichtet, benannt nach dem amerikanischen Leichtathleten Jesse Owens (der allerdings nicht in dieser Unterkunft wohnte), dem mit vier Goldmedaillen erfolgreichsten Sportler der Olympischen Sommerspiele 1936.
Im Dezember 2016 ging das Gelände um das „Speisehaus der Nationen“ in das Eigentum der Nürnberger terraplan Immobilien- und Treuhandgesellschaft mbH über, die hier unter Beachtung des Denkmalschutzes einen Standort für exklusives Wohnen entwickeln will. Der erste Spatenstich erfolgte im Sommer 2017. Es entstanden bereits Eigentums- und Mietimmobilien, die am Markt verfügbar sind. Die Bauarbeiten dauern aktuell an.

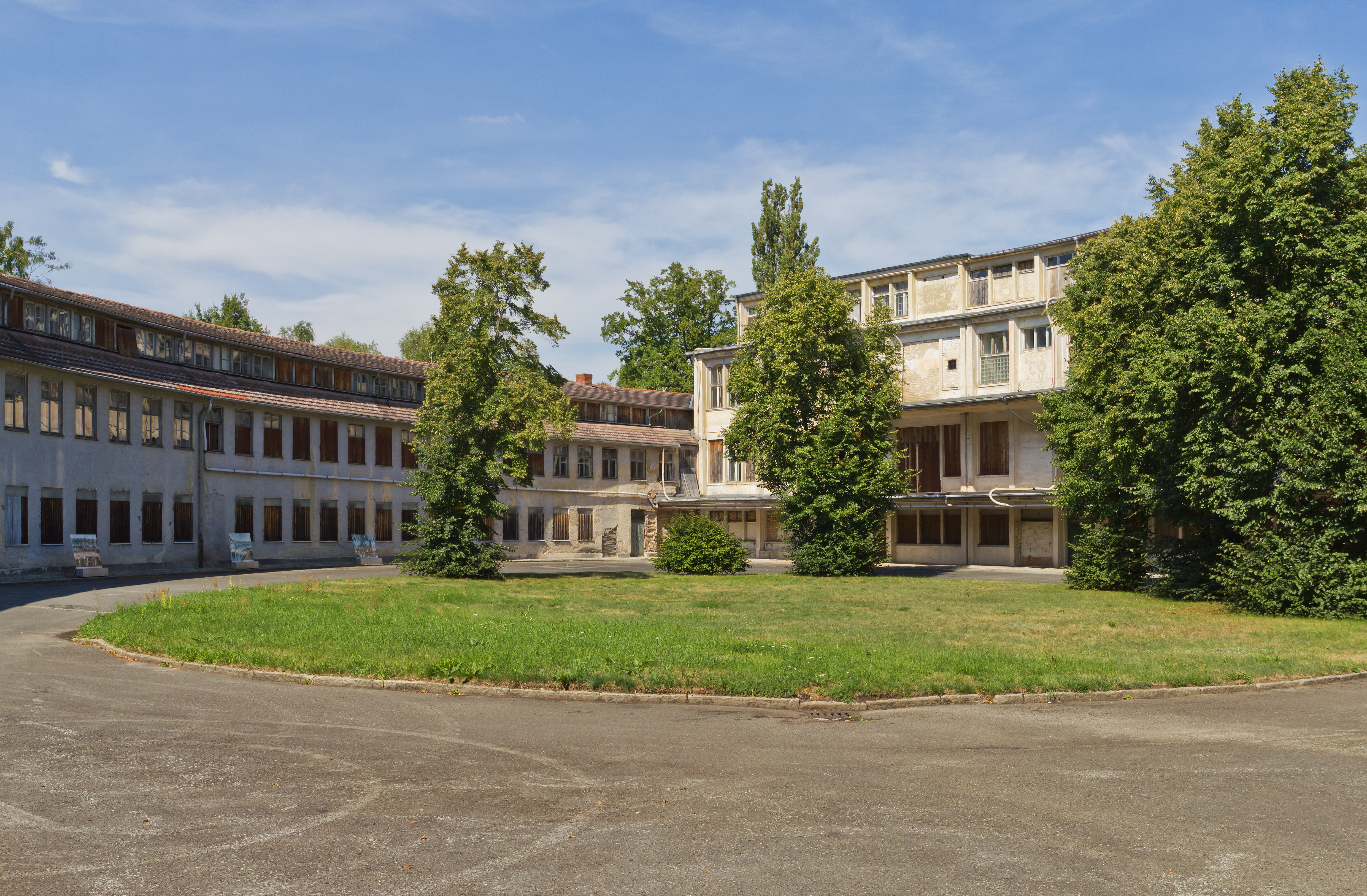
„Haus der Nationen“
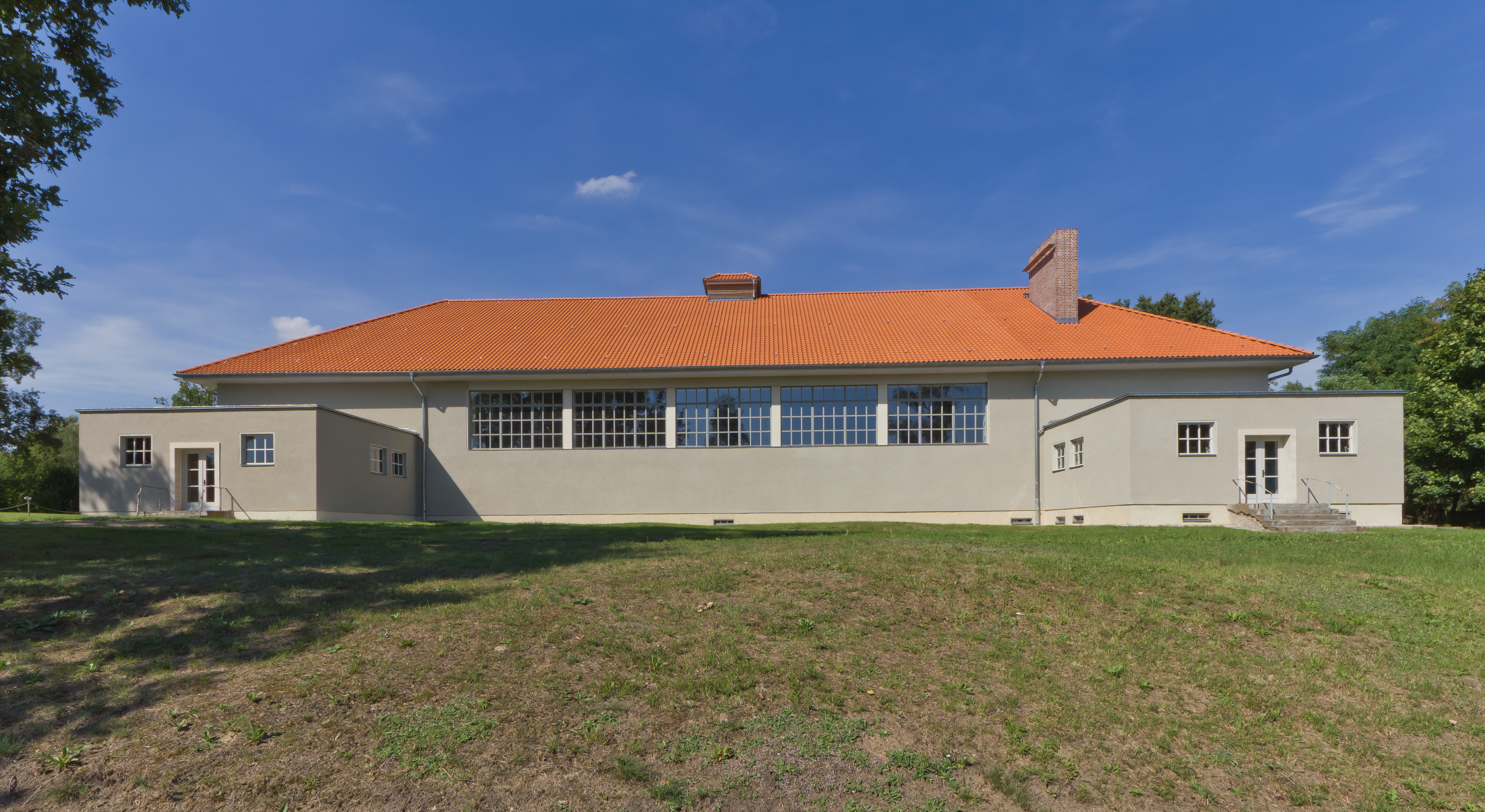
Schwimmhalle im Olympischen Dorf
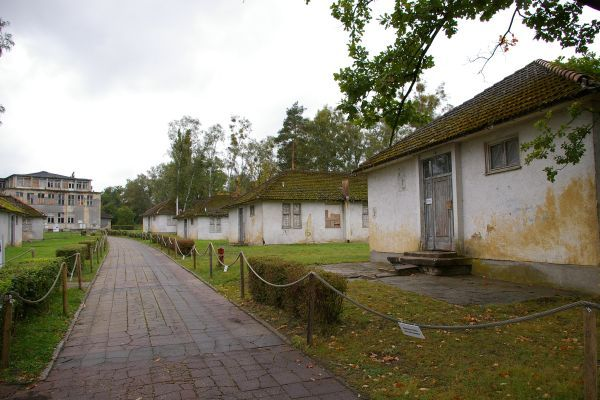
Sportlerheime „Dessau“, „Dresden“, „Schandau“, „Zittau“
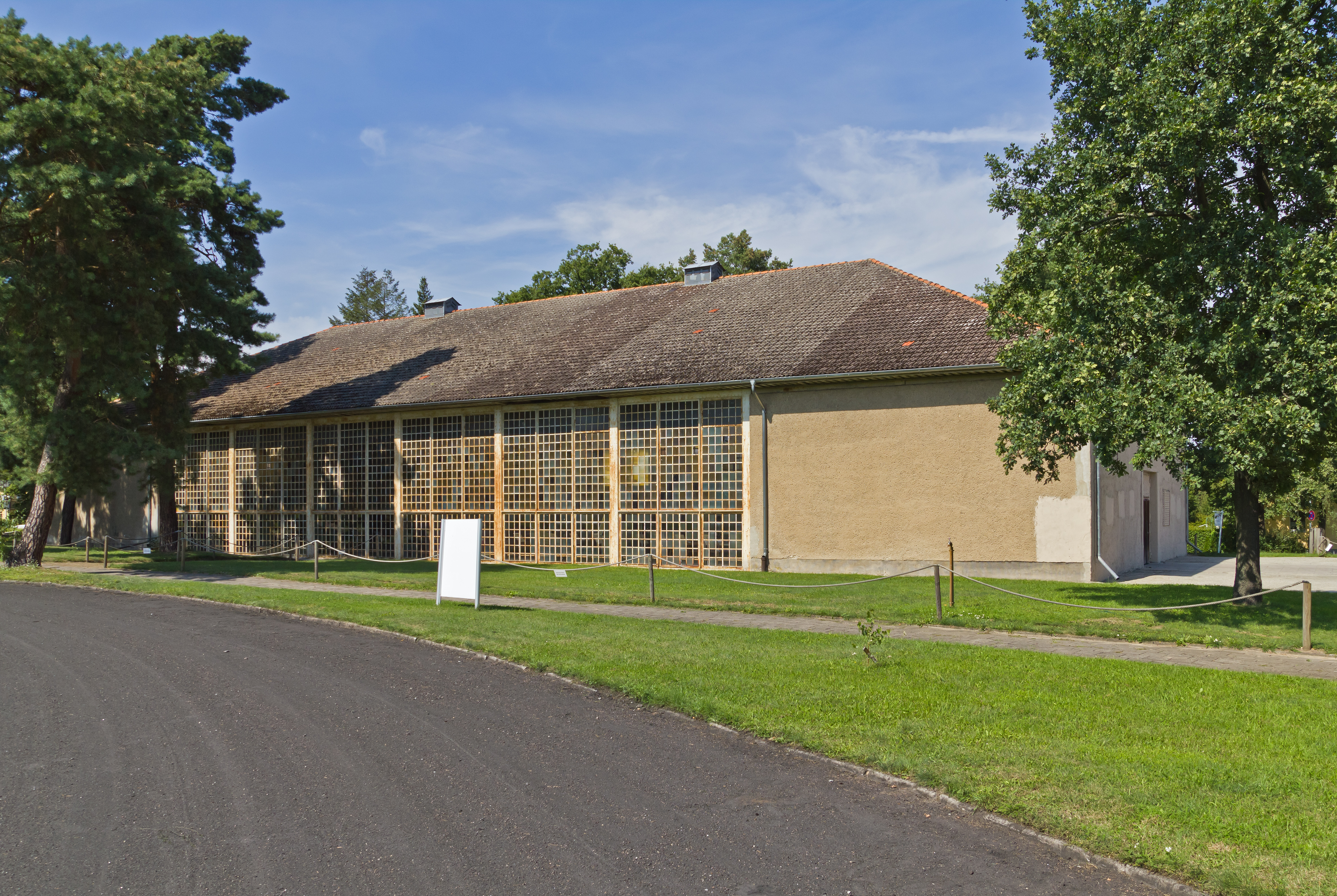
Sporthalle im Olympischen Dorf, Außenansicht
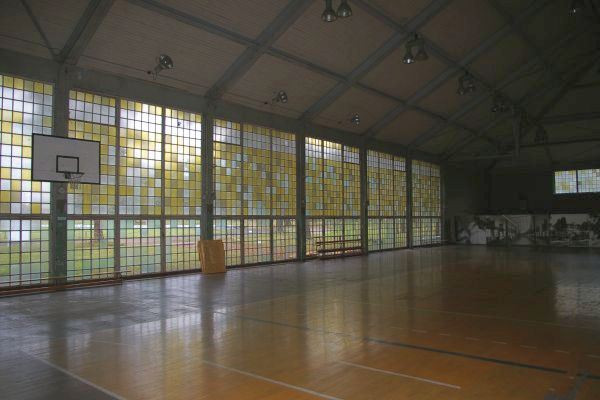
Sporthalle im Olympischen Dorf, Innenansicht
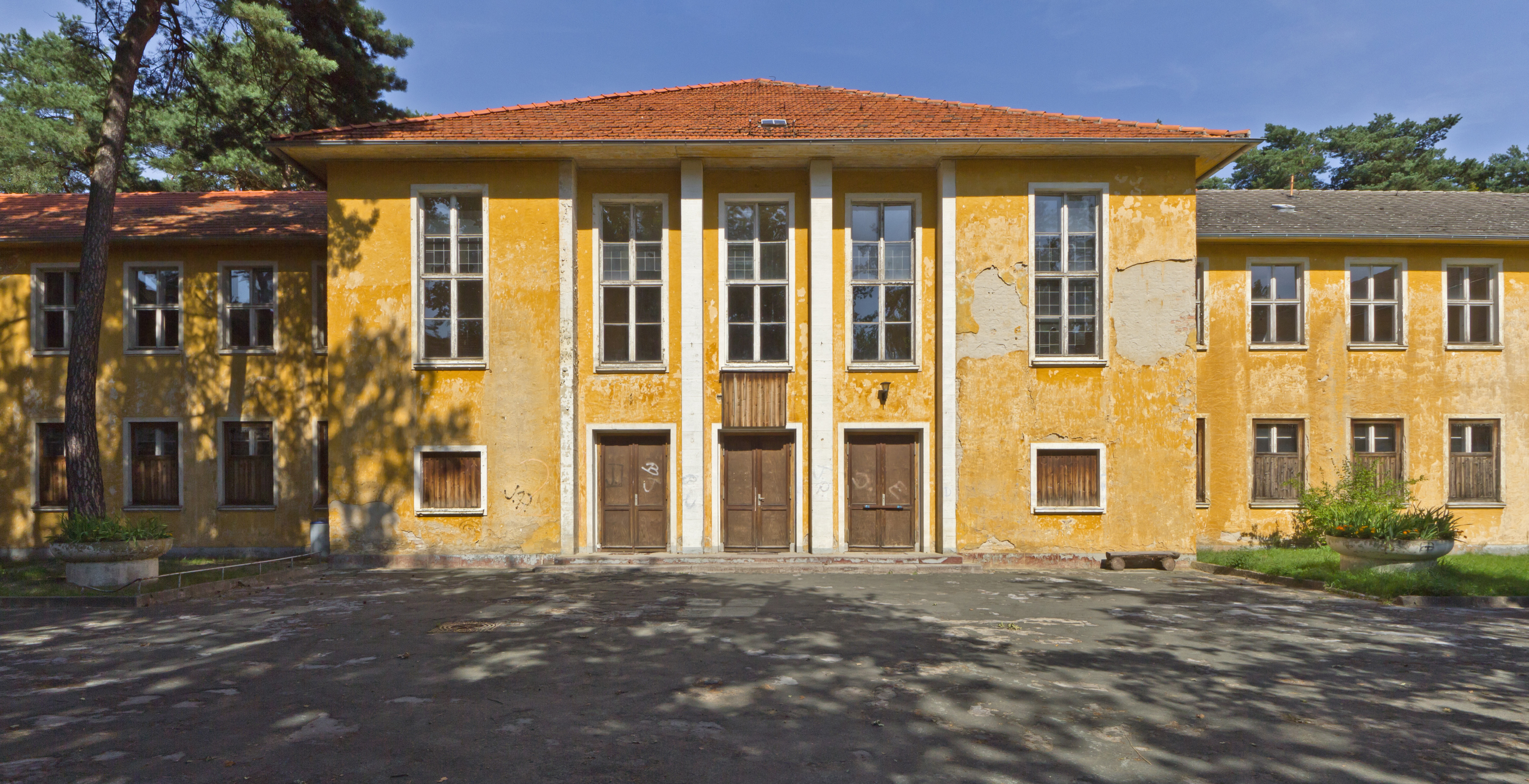
Hindenburghaus
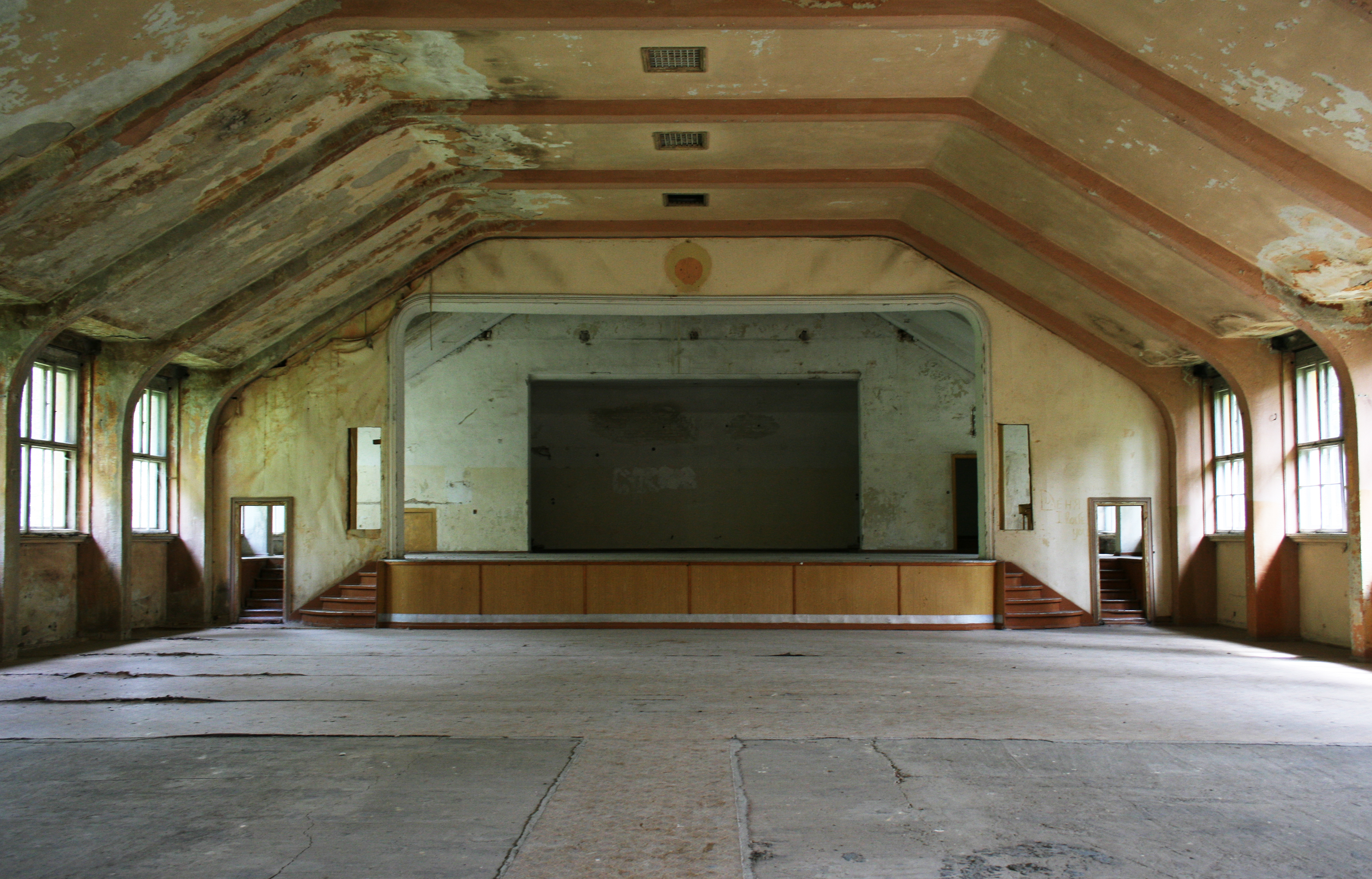
Saal im Hindenburghaus
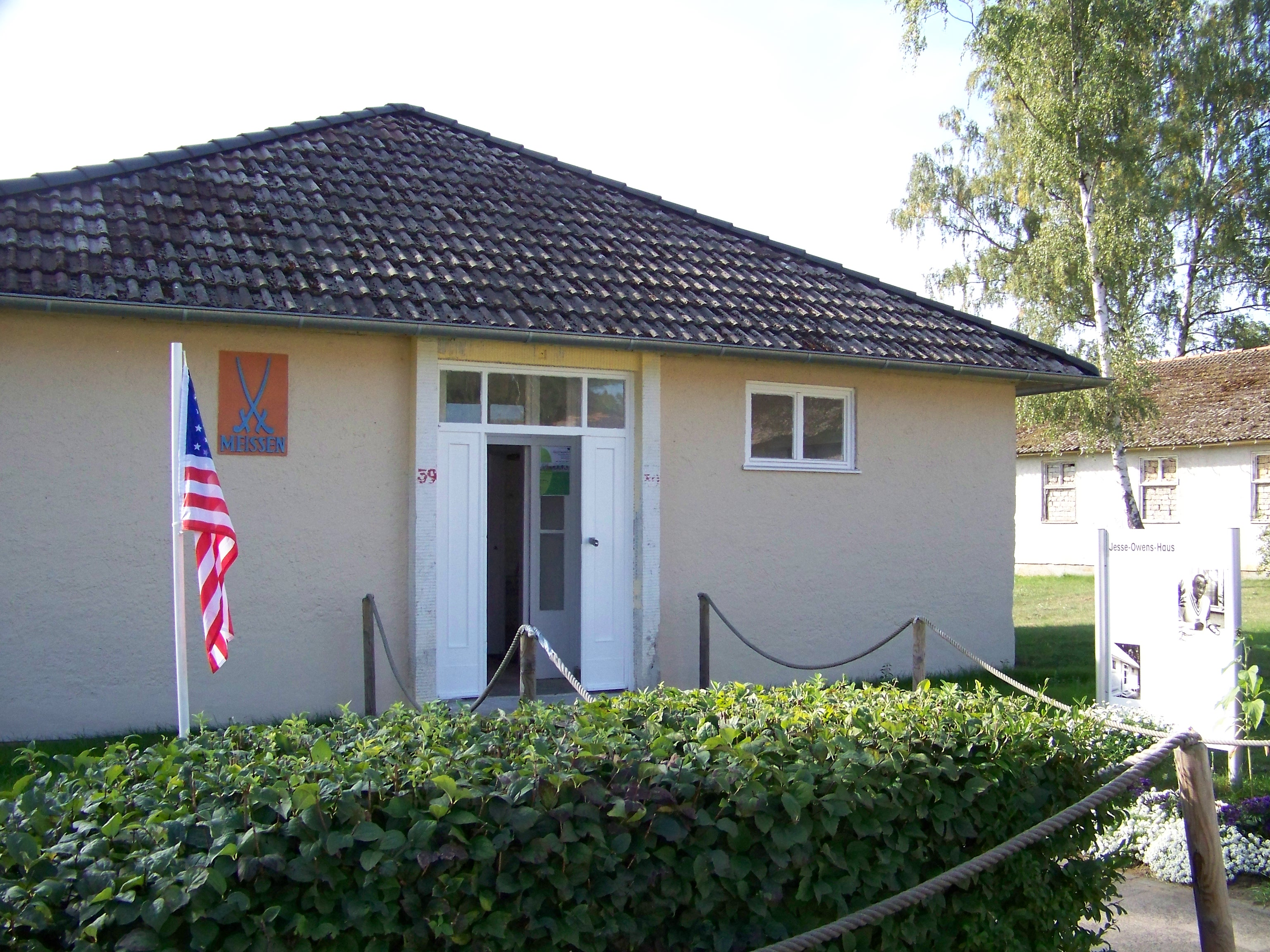
Jesse-Owens-Haus
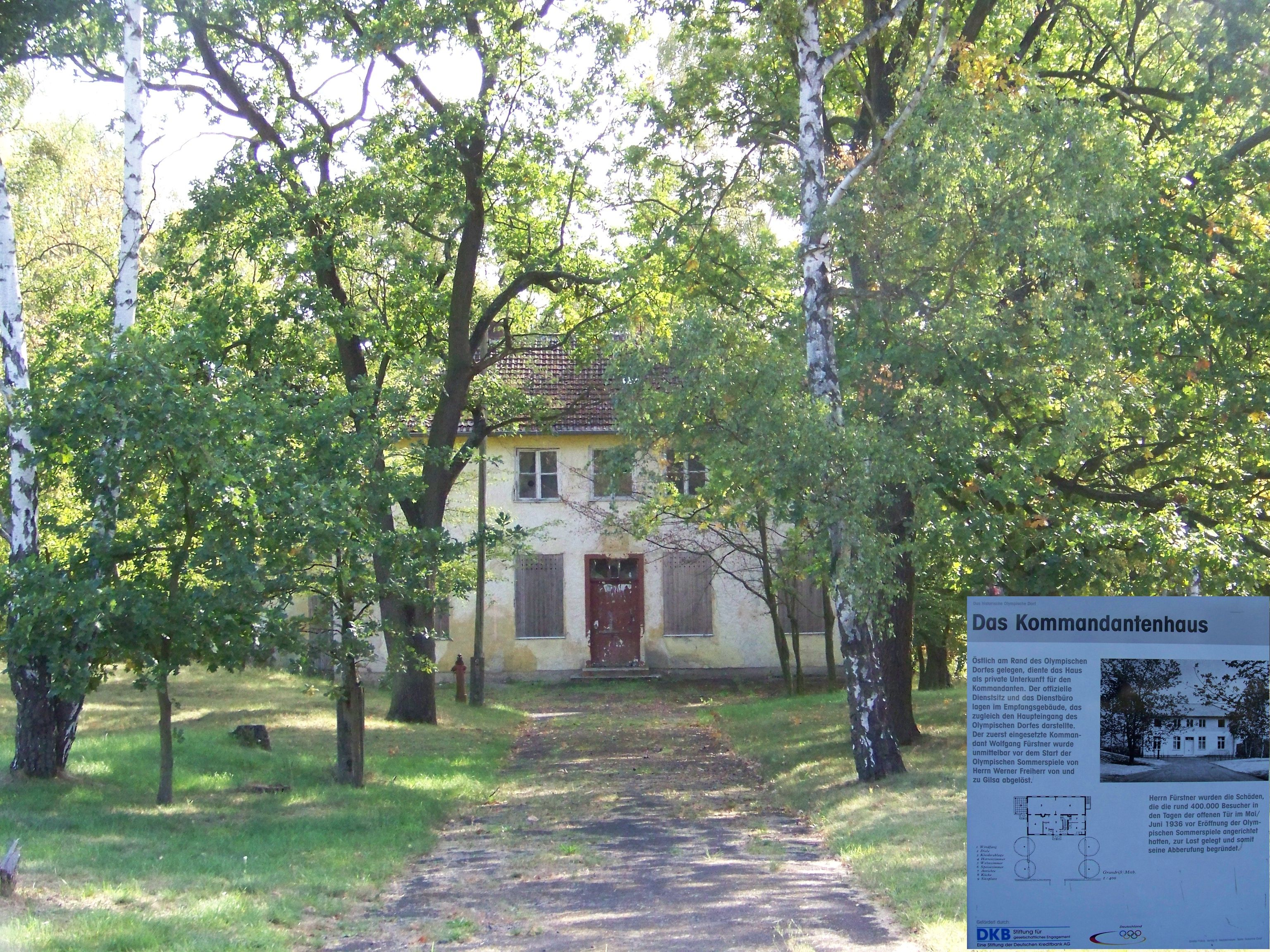
Kommandantenhaus / Fotomontage
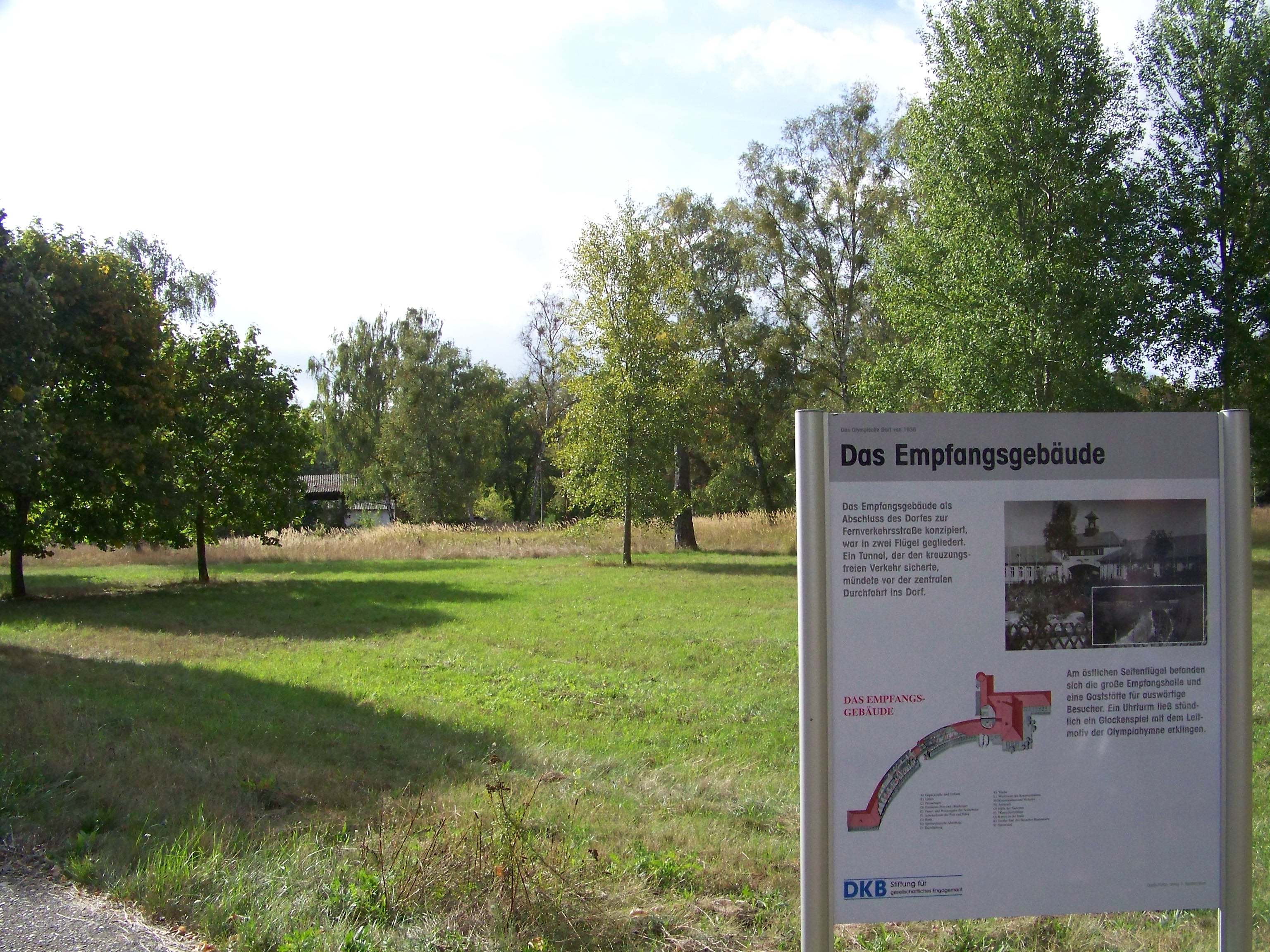
Reste des Empfangsgebäudes
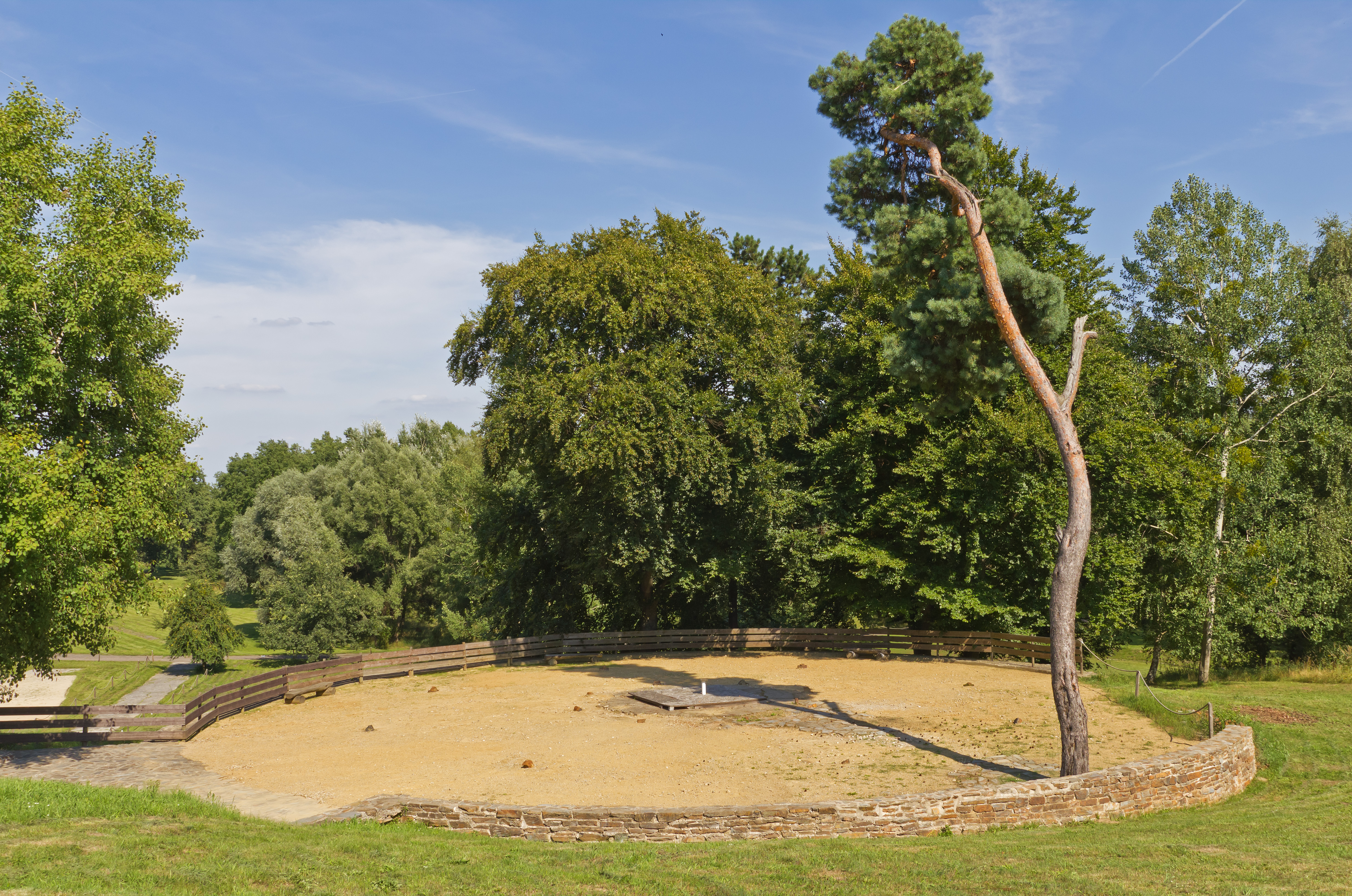
Reste der Bastion (Erfrischungsbar)
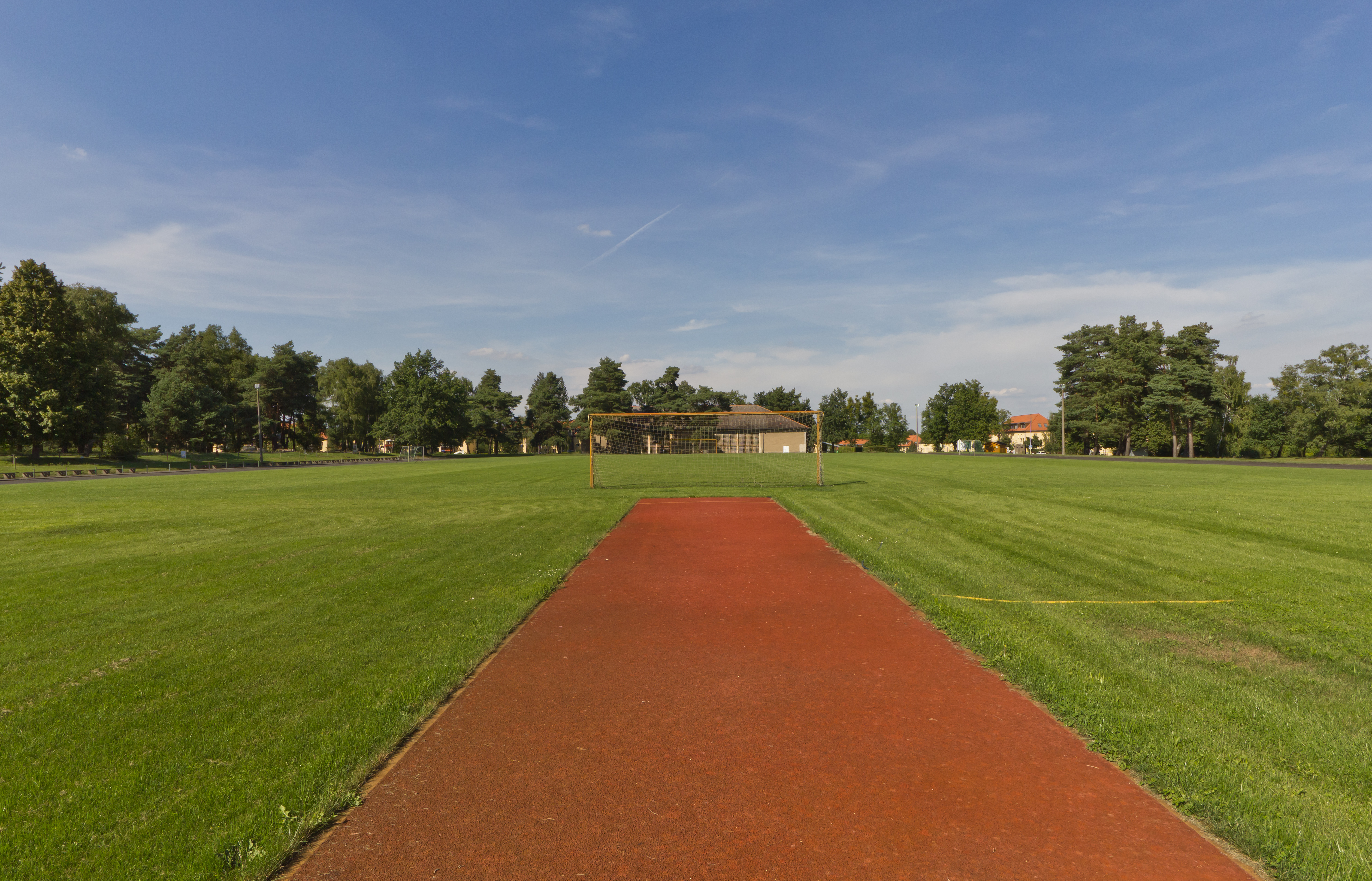
Sportplatz

## Filme
- Der Traum von Olympia – Die Nazispiele von 1936, Fernsehfilm 2016. Erstausstrahlung am 16. Juli 2016 bei Arte.

## Sonstiges
In der Fernsehserie Homeland dient in Staffel 5, Folge 9, der Innenhof des Speisehauses der Nationen als Außenkulisse.
Der größere Teil des Romans Olympia, Gereon Rath’s achter Fall von Volker Kutscher spielt im Olympischen Dorf während der Olympischen Spiele von 1936.